# Stenonartonia flavotestacea
Stenonartonia flavotestacea är en stekelart som först beskrevs av Giordani Soika 1941.  Stenonartonia flavotestacea ingår i släktet Stenonartonia och familjen Eumenidae. Inga underarter finns listade i Catalogue of Life.